# 沙姆索勒
沙姆索勒（法語：Chamesol，法語發音：[ʃamzɔl]）是法国杜省的一个市镇，位于该省东北部，属于蒙贝利亚尔区。

## 地理
沙姆索勒（47°20'51"N, 6°49'54"E）面积10.21 平方千米，位于法国勃艮第-弗朗什-孔泰大區杜省，该省份为法国东部内陆省份，北起上索恩省，西接汝拉省，东部及东南部与瑞士接壤，东北部与贝尔福地区省接壤。
与沙姆索勒接壤的市镇（或旧市镇、城区）包括：皮埃尔方丹-莱布拉蒙、蒙泰什鲁、蒙茹瓦堡、圣伊波利特、苏尔斯塞尔奈、维拉尔莱布拉蒙。

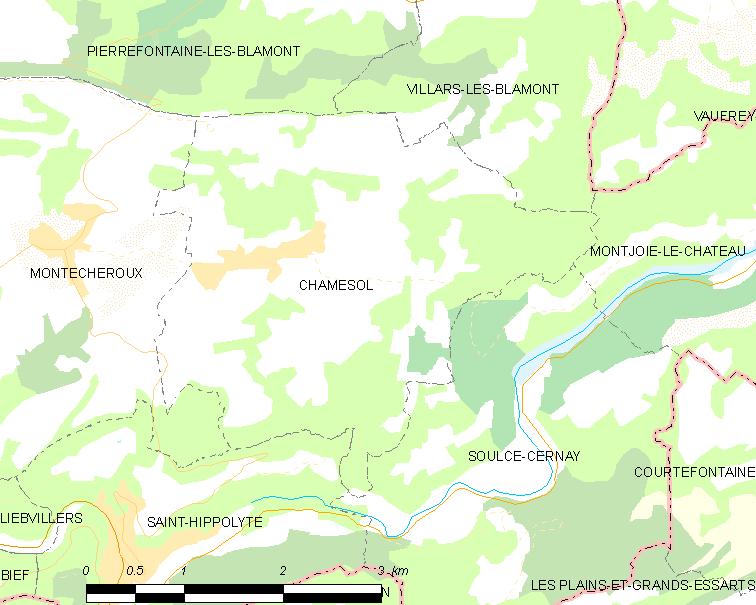
沙姆索勒的OSM定位图

沙姆索勒的时区为UTC+01:00、UTC+02:00（夏令时）。

## 行政
沙姆索勒的邮政编码为25190，INSEE市镇编码为25114。

## 政治
沙姆索勒所属的省级选区为迈什县。

## 人口

1962-2008年间沙姆索勒人口变化图示

沙姆索勒于2022年1月1日时的人口数量为386人。